# Хадактинське сільське поселення
Хада́ктинське сільське поселення (рос. Хадактинское сельское поселение) — сільське поселення у складі Ульотівського району Забайкальського краю Росії.
Адміністративний центр — село Хадакта.

## Історія
Станом на 2002 рік існували Хадактинський сільський округ (село Хадакта) та Черемховський сільський округ (село Черемхово).

## Населення
Населення сільського поселення становить 1281 особа (2019; 1339 у 2010, 1633 у 2002).

## Склад
До складу сільського поселення входять:
| Населений пункт | Населення, осіб (2002) | Населення, осіб (2010) |
| --------------- | ---------------------- | ---------------------- |
| Хадакта, село   | 1014                   | 872                    |
| Черемхово, село | 619                    | 467                    |